# Turm Davids

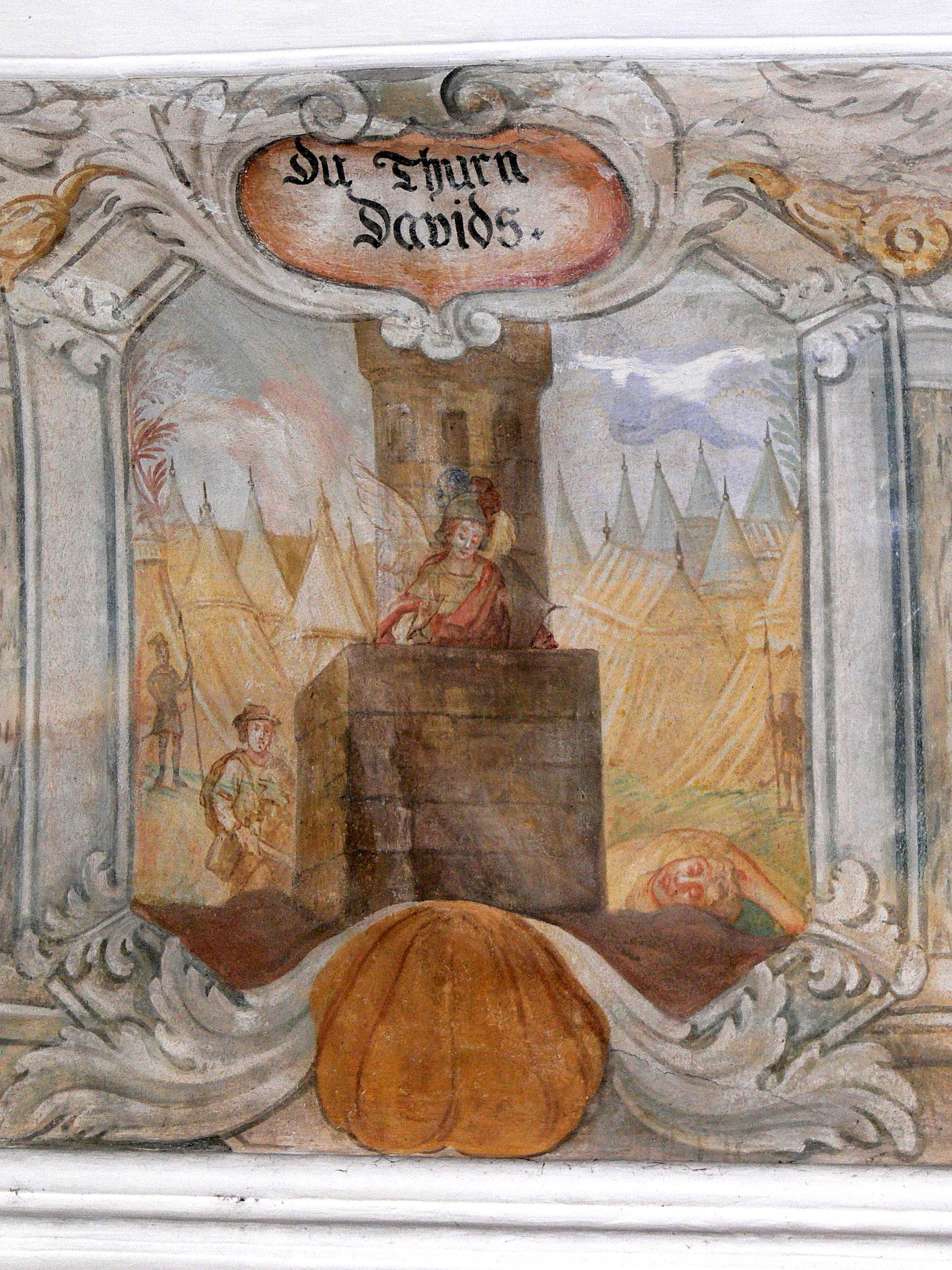
Fresko der Anrufung Turm Davids aus der Lauretanischen Litanei, Frauenkapelle in Altenmarkt.

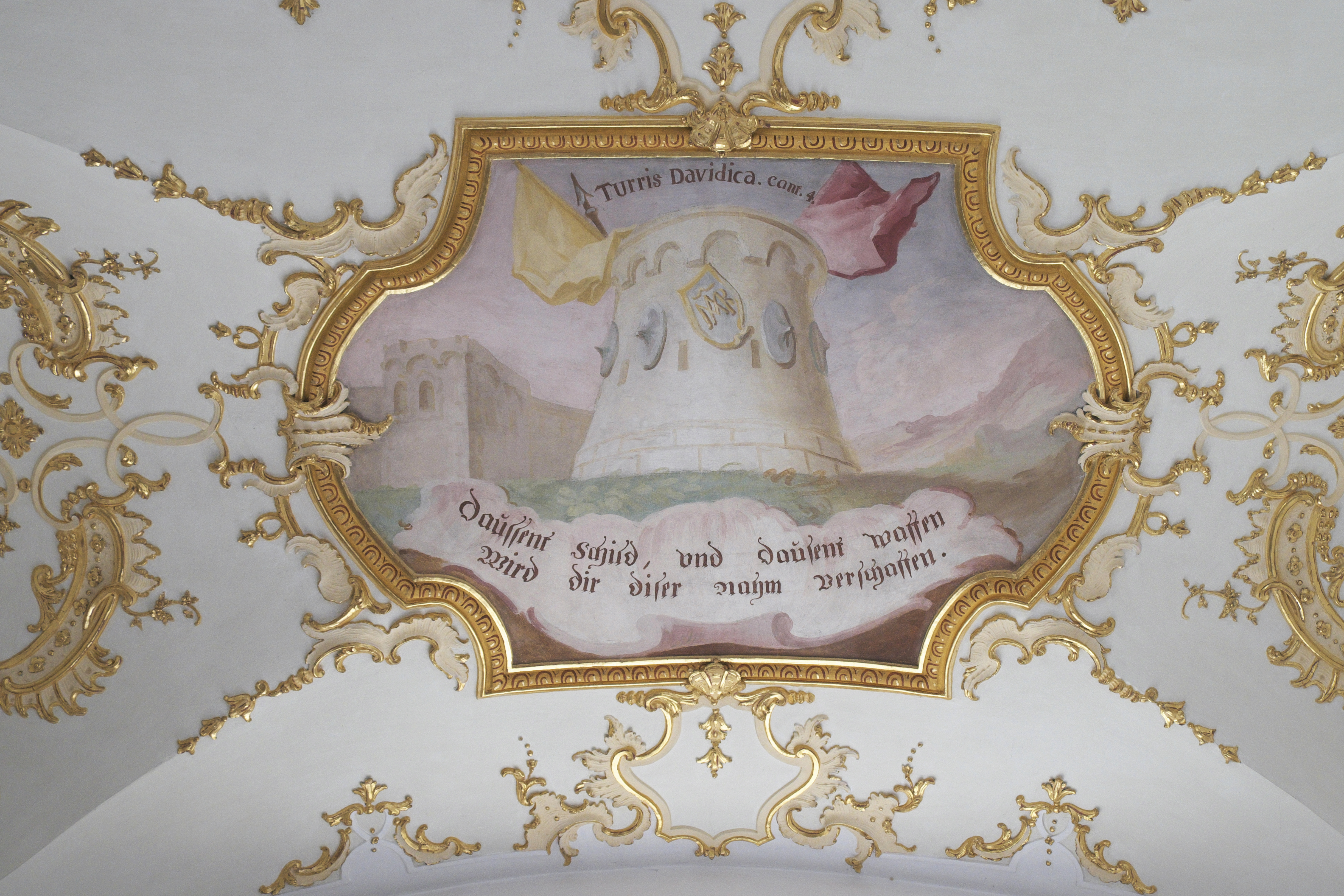
Darstellung des Turm Davids als Fresko von Johann Baptist, Michael Zimmermann und Martin Heigl (1752/1754) in der Wallfahrtskirche Maria Brünnlein in Wemding

Turm Davids (lateinisch Turris Davidica) ist im Juden- und Christentum ein Synonym für einen unbezwingbaren Bergfried und für zuversichtliche Stärke des Glaubens im Angesicht des Feindes. Im Hohelied 7,5  dichtet Salomon über die Geliebte: „Dein Hals ist ein Turm von Elfenbein“ und „Wie der Turm Davids ist dein Hals, in Schichten von Steinen erbaut – tausend Schilde hängen daran, lauter Waffen von Helden“ 4,4 .

## Christentum
Im Christentum gilt der Begriff seit langem als Ehrentitel Mariens, der Mutter Jesu Christi. In den Anrufungen der Lauretanischen Litanei kommt zweimal das Bild des Turmes vor:
Du starker Turm Davids – bitte für uns!
Du elfenbeinerner Turm – bitte für uns!
Dass Maria als Turm angerufen wird, hängt vor allem mit drei Aspekten zusammen:
- Maria als Gottesgebärerin[3]
- als Nachfahrin König Davids (Lukas 1,27 EU)
- und ihrer Verehrung als Himmelskönigin und Hilfe der Christen, wie sie seit jeher auch in Wallfahrten und Votivbildern zum Ausdruck kommt.[4]

Auch in verschiedenen Hymnen des katholischen Stundengebetes finden sich ähnliche Akzente, in denen die Jungfrau Maria zum Schutz der Christen (als Festung und Burg) gegen den „alten Feind“ (hostis antiquus) zu Hilfe kommt. Solche Hymnen spielen auf verschiedene Schriftpassagen der Bibel an, insbesondere auf das sogenannte Protevangelium (Gen 3,15 ) und das Hohelied.
Wieweit ein semantischer bzw. geographischer Bezug zur Davidszitadelle in Jerusalem besteht, ist archäologisch und in der Bibelforschung umstritten.